# Le démon de midi
Le démon de midi è un film del 2005 scritto e diretto da Marie-Pascale Osterrieth.

## Trama
Anne ha tutto per essere felice, un marito premuroso e un figlio adorabile, ma sulla quarantina, suo marito si innamora di una ragazza più giovane di lei e da lì inizia la corsa ad ostacoli. Anne deve gestire la sua nuova vita, cerca di riavere suo marito, fino a quando cerca di dimenticarlo lasciandosi andare tra le braccia di altri uomini.